# Lotschen
Lotschen ist ein Ortsteil der Stadt Blankenhain im Landkreis Weimarer Land, Thüringen.

## Geografie
Lotschen liegt 4,5 Kilometer östlich von Blankenhain. Keßlar ist östlicher Nachbar, von dem aus die Ortsverbindungsstraße 308 auf die Landesstraße 1060 führt. Die Abgeschiedenheit des Weilers war wohl Anlass, dass die Bewohner einst eine wallartige Dorfbefestigung bauten, die noch sichtbar ist.

## Geschichte
Am 18. Februar 1190 wurde der Ort urkundlich erstmals registriert. 1450 wurde der Ort als Lotzhayn in einer Aufzählung von Orten der Terminiarbezirke des Augustinerklosters Erfurt erwähnt. Der Name des Ortes ist vermutlich slawischen Ursprungs. Der Ort war Teil der Herrschaft Blankenhain. 1585 besaß das Dorf einen Freihof, der zum Rittergut Blankenhain gehörte und 1640 abbrannte. Auch der Ort brannte im Dreißigjährigen Krieg vollständig ab. In dem landwirtschaftlich geprägten Ort herrschten bis nach dem Zweiten Weltkrieg groß- und mittelbäuerliche Besitzverhältnisse vor. 1730 gab es neun Anspanngüter mit 11 Besitzern.
Das Kammergut Kottenhain zählt seit 1850 zur Gemeinde.